# Introgressie
Introgressie is de genenstroom van genen uit de genenpool van de ene soort naar die van een andere soort door herhaalde terugkruising van een interspecifieke bastaard met een van zijn oudersoorten. Dit speelt in het bijzonder bij planten, maar ook bij gedomesticeerde dieren.  
Introgressie is een belangrijke bron van genetische variatie in natuurlijke populaties. Wanneer het voorkomt, kan het bijdragen aan de aanpassing en zelfs aan adaptieve radiatie.
Er zijn aanwijzingen dat introgressie wijdverbreid is onder planten, dieren, en ook onder mensen, bij wie het verantwoordelijk kan zijn voor de introductie van het microcephaline D (MCPH1)-allel.
Introgressie verschilt van simpele hybridisatie: introgressie resulteert in een complexe mix van oudergenen, terwijl hybridisatie tot een uniformere mix leidt met in de eerste generatie een gelijke bijdrage van beide oudersoorten. 